# 帕多内站
帕多内站是叶尔加瓦-利耶帕亚铁路线上的一个火车站；车站建于1930年，1939年时，由建筑师亚尼斯·沙尔洛夫斯修建的新车站大楼建成并投入使用，然而因为经营不善的缘故，车站于2001年6月15日停止运营并关闭；目前车站的建筑和其他结构都已经荡然无存，车站大楼的遗迹上更是杂草丛生。